# Scharrel (Naturschutzgebiet)
Scharrel ist der Name eines Naturschutzgebietes im gleichnamigen Ortsteil Scharrel der niedersächsischen Gemeinde Saterland im Landkreis Cloppenburg.
Das Naturschutzgebiet mit dem Kennzeichen NSG WE 133 ist 4,5 Hektar groß. Es steht seit dem 11. Dezember 1982 unter Schutz. Zuständige untere Naturschutzbehörde ist der Landkreis Cloppenburg.
Das Naturschutzgebiet dient dem Schutz einer Saatkrähenkolonie mit über 500 Horsten, die sich in Scharrel auf rund hundertjährigen Eichen befindet.